# مير موحسون نواب
مير موحسون نواب - (بالأذرية: Mir Möhsün Nəvvab) عالم أذربيجاني، فنان، عالم موسيقى، شاعر. الشخصية العامة لأذربيجان في القرن التاسع عشر.

## حياته
ولد مير موحسون نواب عام 1833 بمدينة شوشا لأسرة حاجي سيد أحمد. وتلقى التعليم الابتدائي في مدرسة لاهوتية، حيث أتقن اللغة العربية والفارسية والتركية.
في وقت لاحق درس مير محسن الرياضيات وعلم الفلك والكيمياء وغيرها من العلوم، في مدرسة عباس سراجالي. توفي مير موحسون نواب في عام 1918 في باكو.

## من انجازاته
كتب مير موحسون نواب الشعر ونشر الكتب في دار الطباعة الخاصة به. وعمل بالتدريس في المدارس ونشر أكثر من عشرين كتابًا في مختلف مجالات العلوم والفن.
- «ذكريات نواب» - كتاب يجمع معلومات مفصلة عن سيرة حياة وعمل أكثر من مائة من شعراء قاراباغ من القرن التاسع عشر. ونشر في مدينة باكو عام 1913.
- علم الفلك - أهتم مير موحسون نواب بعلم الكيمياء وعلم الفلك أيضًا. وأقام في منزلهِ مختبرًا كيميائيًا وركب تلسكوبين.
- في كتابه «كفاية الأطفال»، الذي نُشر ككتاب مدرسي في عام 1899، وضع جداول حول شكل الأجرام السماوية وظاهرة الكسوف الشمسي.[6]